# Oleria crispinilla
Oleria crispinilla är en fjärilsart som beskrevs av Carl Heinrich Hopffer 1874. Oleria crispinilla ingår i släktet Oleria och familjen praktfjärilar. Inga underarter finns listade i Catalogue of Life.